# Новая Жизнь (Смоленская область)
Новая Жизнь — деревня в Кардымовском районе Смоленской области России. Входит в состав Соловьёвского сельского поселения. По состоянию на 2015 год постоянного населения не имеет.
Расположена в центральной части области в 11 км к востоку от Кардымова, в 4 км южнее автодороги Р134 «Старая Смоленская дорога» Смоленск — Дорогобуж — Вязьма — Зубцов, на берегу реки Натрица. В 11 км западнее деревни расположена железнодорожная станция Кардымово на линии Москва — Минск.

## История
В годы Великой Отечественной войны деревня была оккупирована гитлеровскими войсками в августе 1941 года, освобождена в сентябре 1943 года.